# Же (перська літера)

Ізольована форма літери

Же (перс. ژه‎‎‎) — чотирнадцята літера перської абетки, позначає звук [ʒ].
В усіх позиціях же має вигляд ژ.
В арабській абетці немає цієї літери, оскільки в арабській мові немає звука [ʒ].
Перси додали до арабської літери зайн дві крапки. Окрім перської мови цю літеру вживали в писемностях тюркських та індійських народів, що виникли під впливом перської. 

## В юнікоді
| Юнікод         | U+0698            |
| Ім'я в юнікоді | ARABIC LETTER JEH |
| HTML           | &#1688;           |
| ISO 8859-6     | немає             |